# Grzegorz Muskala
Grzegorz Muskala (* 1978 in Gliwice) ist ein deutscher Filmregisseur und Drehbuchautor.

## Leben
Muskala wuchs in Deutschland auf, wohin seine Familie 1981 emigriert war; Kindheit und Jugend verbrachte er am Niederrhein. Muskala studierte zunächst Theater-, Film- und Fernsehwissenschaft in Köln, anschließend 2002/03 Regie an der Staatlichen Hochschule für Film, Fernsehen und Theater — Leon Schiller (PWSFTviT) in Lodz. 2003 war er Stipendiat der Stiftung Kulturregion Hannover und der nordmedia. Ab 2004 setzte er sein Studium der Regie an der Deutschen Film- und Fernsehakademie Berlin fort. Das Diplom erwarb er mit dem Psychothriller Die Frau hinter der Wand (Drehbuch mit Robby Dannenberg, mit Vincent Redetzki und Katharina Heyer in den Hauptrollen), den er für die ZDF-Reihe Das kleine Fernsehspiel realisiert hatte. Muskala lebt und arbeitet in Berlin.
Muskala ist Mitglied im Bundesverband Regie (BVR).

## Auszeichnungen
- 2014 wurde er auf dem International Film Festival of Tamilnadu (Indien) für Die Frau hinter der Wand als bester Regisseur auszeichnet.

## Filmographie (Auswahl)
- 2004: Heimfahrt (Kurzfilm)
- 2007: Mein Vater schläft (Kurzfilm)
- 2008: Das Mädchen mit den gelben Strümpfen
- 2011: Long Distance Call (Kurzfilm)
- 2013: Die Frau hinter der Wand
- 2014: Stunde des Bösen (TV-Serie)
- 2018: Der Kriminalist (Fernsehserie, 2 Folgen)
- 2020: Tatort: Die Ferien des Monsieur Murot
- 2020: Die Chefin (Fernsehserie, 4 Folgen)
- 2023: Der Usedom-Krimi: Am Ende einer Reise (Fernsehreihe)
- 2023: Der Usedom-Krimi: Friedhof der Welpen (Fernsehreihe)
- 2023: Der Usedom-Krimi: Geburt der Drachenfrau (Fernsehreihe)
- 2023: Der Usedom-Krimi: Schlepper (Fernsehreihe)